# Phaethontis
Phaethontis  è una caratteristica di albedo della superficie di Marte.